# بليد رانر 2049
بليد رانر 2049 (بالإنجليزية: Blade Runner 2049) هو فيلم خيال علمي ونوار- جديد أمريكي من إخراج دينيس فيلنوف وتأليف هامبتون فانشر ومايكل غرين. العمل هو تتمة لفيلم بليد رانر الذي صدر عام 1982، وهو من بطولة رايان غوسلينغ وهاريسون فورد مع آنا دي أرماس وسيلفيا هويكس وروبين رايت وماكنزي ديفيس وكارلا جوري وليني جيمس وديف باتيستا وجاريد ليتو في أدوار ثانوية. أحداثه تقع بعد 30 سنة من الفيلم الأول ويتبع المحقق K، الذي يكتشف بقايا ربليكيت (أندرويد بيولوجي) حامل، فيكلف بمهمة إيجاد الطفل وتدمير جميع الأدلة التي تقود إليه، منعناً لحدوث حرب محتملة بين البشر والربليكيت.
تم تصوير رئيسي في بودابست، هنغاريا بين شهري يوليو ونوفمبر 2016. صدر الفيلم بتاريخ 6 أكتوبر 2017 في الولايات المتحدة بصيغ ثنائية الأبعاد وثلاثي الأبعاد وآيماكس. تلقى بليد رانر 2049 إشادة كبيرة من النقاد، والبعض عدوه من أفضل التتمات التي صنعت. إيراداته وصلت حتى إلى 200 مليون $ عالمياً.

## القصة
تدور أحداث الفيلم بعد ثلاثين عامًا من أحداث الفيلم الأول وبعد إنهيار شركة تيريل وانهيار النظام العالمي منتصف عام 2020، يكتشف الـ"بليد رنر" الجديد الضابط "كي" سرًا مدفونًا منذ فترة طويله، ويقوده هذا الاكتشاف إلى البحث عن ريك المفقود منذ ثلاثين عامًا.
يزور كي شركة والاس (الشركة التي خَلفت شركة تيريل) المعروفة بفسادها والمتخصصة في صناعة الريبليكانتس وهم عبارة عن أشخاص مصنعين جينيًا، وقام بمطابقة الحمض الننوي مع أرشيفات الشركة ليجد أن راتشيل، ريبليكانت تجريبي. علم K بالعلاقة العاطفية التي كان لدى راتشيل مع المحقق السابق ريك ديكارد. يريد العضو التنفيذي نياندر والاس الحصول على سر تكاثر الريبليكانتس لتوسيع استعمار المجرات. وأرسل ريبليكانته المنفذ لوف لمتابعة K.

## طاقم التمثيل
- رايان غوسلينغ بدور K
- هاريسون فورد بدور ريك ديكارد
- آنا دي أرماس بدور جوي
- سيلفيا هويكس بدور لوف
- روبين رايت بدور الملازم جوشي
- ماكنزي ديفيس بدور مارييت
- كارلا جوري بدور د. آنا ستيلين
- ليني جيمس بدور مستر كوتن
- ديف باتيستا بدور سابر مورتون
- جاريد ليتو بدور نياندر والاس

## الاستقبال

### شباك التذاكر
حقق فيلم بليد رانر 2049 مبلغ 92.1 مليون دولار في الولايات المتحدة وكندا، و175.4 مليون دولار في مناطق أخرى، ليصل إجمالي إيراداته عالميًا إلى 267.5 مليون دولار، مقابل ميزانية إنتاج تراوحت بين 150-185 مليون دولار.

### رأي النقاد
الفيلم حصل على تقييم 88% على موقع الطماطم الفاسدة، بناءً على 304 مراجعة، مع متوسط تقييم 8.2/10. الأجماع النقدي في الموقع نص على: «مذهل بصرياً ومُرضي سردياً، بليد رانر 2049 يغوص ويتوسع في قصة سابقه ويقف في نفس الوقت كإنجاز مثير في صناعة الأفلام.» ميتاكريتيك أعطى الفيلم 81 من 100 بناءً على 51 مراجعة نقدية. حسب موقع سينما سكور، أعطى جمهور السينما الفيلم متوسط درجة "-A" على مقياس من A+ إلى F.

## وصلات خارجية
- بليد رانر 2049 على موقع IMDb (الإنجليزية)
- بليد رانر 2049 على موقع ميتاكريتيك (الإنجليزية)
- بليد رانر 2049 على موقع روتن توميتوز (الإنجليزية)
- بليد رانر 2049 على موقع نتفليكس (الإنجليزية)
- بليد رانر 2049 على موقع قاعدة بيانات الأفلام العربية
- بليد رانر 2049 على موقع ألو سيني (الفرنسية)
- بليد رانر 2049 على موقع Turner Classic Movies (الإنجليزية)
- بليد رانر 2049 على موقع أول موفي (الإنجليزية)
- بليد رانر 2049 على موقع بوكس أوفيس موجو (الإنجليزية)
- بليد رانر 2049 على موقع فيلمافينيتي (الإسبانية)